# 1891
1891 (MDCCCXCI) a fost un an obișnuit al calendarului gregorian, care a început într-o zi de joi.

## Evenimente

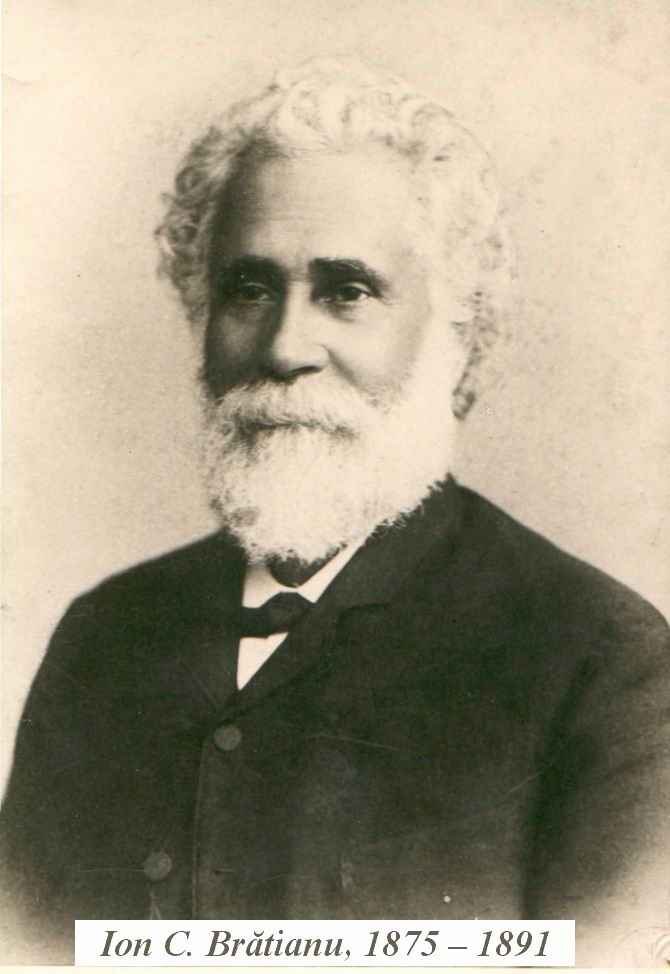
16 mai: Moare I.C. Brătianu, la vârsta de 69 de ani.

### Ianuarie
- 3 ianuarie: La Blaj apare primul număr al ziarului Unirea, sub redacția lui Vasile Hossu.

### Februarie
- 21 februarie: Se formează guvernul liberal-conservator condus de generalul Ioan Emanoil Florescu.

### Mai
- 15 mai: Philips Electronics NV. Companie din Țările de Jos producătoare de aparate electrocasnice și echipamente pentru iluminat, înființată de Gerard Philips.
- 16 mai: Moare, la 70 de ani, I.C. Brătianu. A fost înmormântat la vila sa de la Florica (azi Ștefănești), lângă fiica sa, Florica, familia refuzând cei 40.000 de lei oferiți de guvern pentru efectuarea de funeralii naționale. Regele Carol I l-a delegat la înmormântare pe Prințul Ferdinand. Din partea guvernului a participat doar ministrul de externe Constantin Esarcu.

### Octombrie
- 1 octombrie: În California își deschide porțile Universitatea Stanford.
- 11 octombrie: Este dată în folosință calea ferată Brașov–Sfântu Gheorghe–Târgu Secuiesc.

### Decembrie
- 21 decembrie: Primul meci de baschet s-a jucat la universitatea YMCA din Springfield, Massachusetts, SUA.

### Nedatate
- A început construirea Căii ferate Transsiberiene, finalizată în 1904. Are o lungime de 9288 km, cu plecare de la Moscova și având stația terminus la Vladivostok.
- Au fost descoperite rămășițele fosilizate ale Omului de Java, în Trinil, Java.
- Chile: Începe Războiul civil.
- La Casa Regală din România izbucnește scandalul în legătură cu logodna Prințului moștenitor Ferdinand cu Elena Văcărescu. Ferdinand este trimis la Sigmaringen, unde se va logodi cu Prințesa Maria de Edinburgh, iar Elena Văcărescu este trimisă la Paris, unde va rămâne toată viața.
- Se deschide primul muzeu permanent din Timișoara.
- Se înființează Fundația Universitară Carol I, actuala Bibliotecă Centrală Universitară din București.

## Arte, știință, literatură și filozofie
- Paul Gauguin pictează Femei din Tahiti pe plajă.
- Medicul și chimistul scoțian, James Dewar, a descoperit procedeul (pompa de vid) de obținere a oxigenului lichid în cantități industriale.
- Thomas Hardy publică Tess of the d'Urbervilles.

## Nașteri
- 21 ianuarie: Francisco Lazaro, atlet portughez (d. 1912)
- 6 februarie: Adrian Maniu, poet și scriitor pomân (d. 1968)
- 13 martie: Felix Aderca (n. Zelicu Froim Adercu), prozator, poet, estetician și eseist român, de origine evreiască (d. 1962)
- 31 martie: Ion Pillat, antolog, editor, poet, publicist român (d. 1945)
- 2 aprilie: Max Ernst, pictor și sculptor german (d. 1976)
- 7 aprilie: Ole Kirk Christiansen, tâmplar danez și fondatorul Lego (d. 1958)
- 22 aprilie: Nicola Sacco, anarhist american de origine italiană (d. 1927)
- 23 aprilie: Serghei Prokofiev, compozitor rus (d. 1953)
- 15 mai: Mihail Bulgakov, scriitor rus (d. 1940)
- 23 mai: Pär Lagerkvist, scriitor suedez, laureat al Premiului Nobel (d. 1974)
- 21 iunie: Hermann Scherchen, dirijor german (d. 1966)
- 29 iunie: Petre Andrei, filosof, sociolog și politician român, membru al Academiei Române (d. 1940)
- 20 august: Shisō Kanaguri, atlet japonez (d. 1984)
- 29 august: Mihail Cehov, actor, regizor și scriitor rus (d. 1955)
- 16 septembrie: Karl Dönitz, amiral și om politic german, președinte al Germaniei (1945), (d. 1980)
- 21 octombrie: Perpessicius (n. Dumitru S. Panaitescu), istoric și critic literar, folclorist, eseist și poet român, cercetător și editor pasionat al operei eminesciene (d. 1971)
- 15 noiembrie: Erwin Johannes Eugen Rommel, comandant german în Al Doilea Război Mondial (d. 1944)
- 3 decembrie: Oscar Han, autor, monograf, sculptor român (d. 1976)
- 9 decembrie: Mihail Manoilescu, publicist, economist, ministru de externe și politician român (d. 1950)
- 10 decembrie: Nelly Sachs (n. Leonie Sachs), poetă germano-suedeză (d. 1970)
- 26 decembrie: Henry Miller, scriitor american (d. 1980)

## Decese
- 23 ianuarie: Baudouin al Belgiei (n. Baudouin Léopold Philippe Marie Charles Antoine Joseph Louis), 21 ani, fiul Prințului Filip, Conte de Flandra (n. 1869)
- 29 martie: Georges Seurat, 31 ani, pictor francez neoimpresionist (n. 1859)
- 2 aprilie: Adelheid Dietrich, 63 ani, pictoriță germană (n. 1827)
- 16 mai: Ion Constantin Brătianu, 69 ani, om politic român (n. 1821)
- 9 iunie: Ludvig Valentin Lorenz, 62 ani, fizician și matematician danez (n. 1829)
- 2 iulie: Mihail Kogălniceanu, 73 ani, istoric, scriitor, publicist, om politic, prim-ministru al Principatelor Unite (n. 1817)
- 19 iulie: Pedro Antonio de Alarcón y Ariza, 58 ani, scriitor spaniol (n. 1833)
- 18 august: Luis Paulsen, 58 ani, șahist german (n. 1833)
- 19 august: Theodor Aman, 60 ani, pictor român, membru al Academiei Române (n. 1831)
- 3 octombrie: François Edouard Anatole Lucas, 49 ani, matematician francez (n. 1842)
- 6 octombrie: Regele Karl de Württemberg, 68 ani (n. 1823)
- 10 noiembrie: Jean Nicolas Arthur Rimbaud, 37 ani, poet francez (n. 1854)
- 5 decembrie: Pedro al II-lea al Braziliei, 66 ani (n. 1825)
- 16 decembrie: Ion Ionescu de la Brad (n. Ion Isăcescu), 73 ani, revoluționar pașoptist român, întemeietorul științei agricole românești, membru de onoare al Academiei Române (n. 1818)